# Зелена Дубрава (Каменський район)
Зелена Дубра́ва (рос. Зелёная Дубрава) — селище у складі Каменського району Алтайського краю, Росія. Входить до складу Філіпповської сільської ради.

## Населення
Населення — 112 осіб (2010; 188 у 2002).
Національний склад (станом на 2002 рік):
- росіяни — 96 %